# Kýpros Nicolaïdis
Kýpros Nicolaïdes (en grec moderne : Κύπρος Νικολαΐδης; n. Paphos (Chypre), 1953) est un médecin chypriote grec spécialiste en médecine fœtale et chirurgie prénatale. Il a notamment résolu le problème des jumeaux souffrant du syndrome transfuseur transfusé en inventant une chirurgie au laser permettant de séparer les apports sanguins des deux bébés. 

## Biographie
Il étudia la médecine en Grand-Bretagne au King's College de Londres et fut l’assistant de Stuart Campbell (en) et de Charles Rodeck.
Il devint ensuite directeur du premier centre de médecine fœtale en Angleterre et effectua des travaux dans divers domaines, dont le dépistage de la trisomie, la chirurgie fœtale et le traitement du syndrome transfuseur-transfusé.

## Publications
- (en) The Antenatal Testing Book: The Complete Guide to Testing in Pregnancy (anglais) broché – 27 août 1993 de Kýpros Nicolaïdis, Vivienne Parry , Anne-Marie Sapstead.
- (en) Prenatal Diagnosis (anglais) relié – 18 avril 1984 de Charles H. Rodeck, Kýpros H. Nicolaïdis
- (en) Placental and Fetal Doppler (anglais) relié – 15 février 2000  de Kýpros H. Nicolaïdis, G. Rizzo
- (en) From Hump to Bump (anglais) broché – 2 janvier 2006 de Kýpros H. Nicolaïdis (auteur)
- (en) Diagnosis of Fetal Abnormalities: The 18-23-Week Scan (anglais) relié – 15 juin 1999 de G. Pilu, K.H. Nicolaïdis.